# Take Me to the River
«Take Me to the River» — песня американского певца и музыканта Эла Грина с его альбома 1974 года Al Green Explores Your Mind. Отдельным синглом в его исполнении не выходила.
Эл Грин написал эту песню вместе c гитаристом Мейбоном Ходжесом по прозвищу Тини (студийным музыкантом на лейбле Hi Records).
В 2004 году журнал Rolling Stone поместил песню «Take Me to the River» в оригинальном исполнении Эла Грина на 117 место своего списка «500 величайших песен всех времён». В списке 2011 года песня находится также на 117 месте.
В 2011 году оригинальный трек «Take Me to the River» Эла Грина (изданный в 1974 году на лейбле Hi Records) был принят в Зал славы премии «Грэмми».